# Ургант, Иван Андреевич
Ива́н Андре́евич У́ргант (род. 16 апреля 1978, Ленинград, РСФСР, СССР) — советский и российский актёр театра, кино, телевидения и дубляжа, режиссёр, сценарист, продюсер, шоумен, теле- и радиоведущий, певец, композитор, юморист, гитарист и мультиинструменталист. Лауреат кинопремии «Ника» (2009) и девяти премий «ТЭФИ» (2007, 2009, 2010 (дважды), 2011, 2014, 2015, 2016, 2019).
С 2012 года — ведущий телепередачи «Вечерний Ургант» на «Первом канале». Председатель попечительского совета благотворительного фонда «Друзья».

## Биография
Родился 16 апреля 1978 года в Ленинграде, в семье актёров Андрея Урганта (род. 1956) и Валерии Киселёвой (1951—2015). Внук актёров Нины Ургант (1929—2021) и Льва Милиндера (1930—2005). Прадед Николай Андреевич Ургант был офицером НКВД. Родители развелись через год после рождения Ивана. После расставания родителей проживал с матерью и отчимом — ленинградским актёром Дмитрием Ладыгиным.
Учился в детской музыкальной школе № 18, в Гимназии при ГРМ. Окончил Санкт-Петербургскую академию театрального искусства. Во время обучения в академии Ургант вместе с Алисой Фрейндлих в БДТ им. Г. А. Товстоногова сыграл в спектакле «Макбет», в котором получил роль стражника № 12.
После получения актёрского образования не стал заниматься театром как основной профессией. Работал официантом, барменом и ведущим ночных шоу в клубах. В 1999 году получил работу на петербургских радиостанциях. Помимо этого выступал на телевидении, был ведущим телепередачи «Петербургский курьер» на «Пятом канале». В дальнейшем переехал в Москву, где работал на радио — сначала на «Русском радио», а затем на «Хит-ФМ».
В мае 2001 года впервые появился на московском телевидении, на телеканале «MTV Россия». Получил приглашение на отбор в то время, когда Ольга Шелест и Антон Комолов подыскивали пару ведущих для совместной работы на шоу «Бодрое утро». С 2002 года, после ухода первоначальной команды виджеев «MTV Россия», стал вести телепроекты «Тотальное шоу» и «Экспрессо».
В начале 2002 года участвовал в пробах на ведущего реалити-шоу «Фактор страха» на телеканале «НТВ», но покинул отбор, будучи неудовлетворённым концепцией шоу.
С сентября 2003 по март 2005 года был задействован в ряде телепроектов на телеканале «Россия»: был ведущим телешоу «Народный артист» и «Пирамида». На «Первом канале» работает с марта 2005 года. В 2009 году был ведущим финала песенного конкурса «Евровидение» вместе с Алсу. С апреля 2012 года является ведущим российской адаптации американского формата Late Night Show — «Вечерний Ургант». Также часто ведёт церемонии вручения различных премий.
14 марта 2018 года совместно с «ВКонтакте» запустил мобильную онлайн-игру «Клевер».
10 июня 2018 года получил израильское гражданство.

В 2020 году движение «Сорок сороков» призвало лишить Урганта российского гражданства. Причиной послужили шутки, которые прозвучали 7 января 2020 года в телепрограмме «Вечерний Ургант»: участники движения рассматривают их как глумление над Иисусом Христом и христианством. Помимо того, они призвали запретить двойное гражданство на уровне Конституции. Ургант принёс свои извинения и сообщил, что создатели телепередачи «не хотели никого обидеть»:
Это была не самая удачная попытка пошутить в самый неподходящий для этого день. Все, кто считают себя оскорблёнными, примите мои искренние извинения.
21 февраля 2022 года вышел последний на данный момент выпуск «Вечернего Урганта».
24 февраля 2022 года Ургант осудил вторжение России на Украину и призвал к прекращению боевых действий, после чего телепередача не выходила в эфир. Появлялись сообщения о её закрытии, которые были опровергнуты пресс-службой Первого канала.
В конце августа 2023 года выступил в качестве ведущего фестиваля «Family Rock Fest», проходившего в городе Конаев в Казахстане.
В конце октября 2023 года в ходе выступления с Владимиром Познером в Дубае признался в любви к России, несмотря на своё осуждение вторжения России на Украину.

#### Музыка
Музыкант-мультиинструменталист: играет на гитаре, фортепиано, бас-гитаре, аккордеоне, блок-флейте, терменвоксе и ударных.
Певческий голос — баритон.
В конце 1990-х годов выступал под псевдонимом «Внуук». В 1999 году выпустил альбом «Звезда», разработанный с Максимом Леонидовым.
В том же году Иван Ургант сделал ремикс песни «Не дай ему уйти», которая была включена бонусом в одноимённый альбом Максима Леонидова и указана на диске как Remake. В 2011 году возобновил певческую карьеру, выступает под псевдонимом «Grisha Urgant». С 2012 года выпустил альбом «Estrada» и 6 синглов.
В феврале 2023 вышел сингл «Моя любовь на пятом этаже», представляющий собой кавер-версию песни группы «Секрет». 14 апреля 2023 года выпустил сингл «Я не могу без тебя», являющийся кавер-версией песни Аллы Пугачёвой и приуроченный к её дню рождения.
Написал слова песни «Иди за звёздами», исполненной группой «Слот» совместно с Радисткой К@т. Позднее на песню был снят клип.

#### Семья
У Ивана Урганта есть единокровная сестра Мария (род. 1984) и единоутробные сёстры Валентина (род. 1983) и Александра (род. 1988) Ладыгины.
Первая жена — Карина Ургант (девичья фамилия Авдеева; род. 1974).
Незарегистрированный брак — Татьяна Геворкян (род. 1974), ведущая телеканала «MTV». Вместе прожили пять лет.
Вторая жена — Наталья Автандиловна Кикнадзе (род. 5 марта 1978), с которой Ургант учился в гимназии при Русском музее в Санкт-Петербурге. У Кикнадзе есть дети от первого брака — сын Нико (род. 1997) и дочь Эрика (род. 2000); общие дети Урганта и Кикнадзе — дочери Нина (род. 15 мая 2008) и Валерия (род. 21 сентября 2015).

## Творчество

### Фильмография
| Год  |    | Название                            | Роль                                    |
| ---- | -- | ----------------------------------- | --------------------------------------- |
| 1996 | ф  | Жёсткое время                       | друг юной актрисы                       |
| 1999 | с  | Улицы разбитых фонарей              | Николай Колесников по кличке «Мамонт»   |
| 2002 | ф  | Деньги                              | эпизод                                  |
| 2002 | с  | FM и ребята                         | Джамал Фаридович, доцент                |
| 2004 | с  | 33 квадратных метра                 | орнитолог                               |
| 2005 | ф  | От 180 и выше                       | Антон                                   |
| 2006 | тф | Первый скорый                       | камео                                   |
| 2006 | ф  | Жесть                               | Илья                                    |
| 2007 | ф  | Неваляшка                           | Банников, комментатор                   |
| 2007 | тф | Первый дома                         | камео                                   |
| 2007 | ф  | Он, она и я                         | Денис Ганин                             |
| 2007 | ф  | Трое и Снежинка                     | Гарик                                   |
| 2008 | ф  | Волшебник                           | капитан Захаров                         |
| 2008 | тф | Красота требует…                    | лётчик                                  |
| 2008 | ф  | Парадокс                            | друг Вадика                             |
| 2008 | ф  | Европа-Азия                         | Элвис                                   |
| 2010 | ф  | Ёлки                                | Борис Воробьёв                          |
| 2011 | ф  | Выкрутасы                           | Даня                                    |
| 2011 | ф  | Высоцкий. Спасибо, что живой        | Сева Кулагин                            |
| 2011 | ф  | Ёлки 2                              | Борис Воробьёв                          |
| 2013 | ф  | Бульварное Кольцо                   | камео (нет в титрах)                    |
| 2013 | ф  | Ёлки 3                              | Борис Воробьёв                          |
| 2014 | ф  | Скорый «Москва — Россия»            | камео                                   |
| 2014 | ф  | Ёлки 1914                           | Борис Ефимович                          |
| 2016 | ф  | Ёлки 5                              | Борис Воробьёв                          |
| 2017 | ф  | Лёд                                 | камео                                   |
| 2017 | ф  | Ёлки новые                          | Борис Воробьёв                          |
| 2017 | ф  | Мифы                                | камео                                   |
| 2018 | ф  | Ёлки последние                      | Борис Воробьёв                          |
| 2021 | с  | Я не шучу                           | камео                                   |
| 2021 | ф  | Ёлки 8                              | Борис Воробьёв                          |
| 2022 | ф  | Происшествие в стране Мульти-Пульти | Карлсон / ведущий программы «Будильник» |
| 2024 | ф  | Во сне ты горько плакал             | отец                                    |

### Дубляж
| Год  |    | Название           | Роль                     |
| ---- | -- | ------------------ | ------------------------ |
| 1997 | ф  | Звёздный десант    | Имя персонажа не указано |
| 1997 | ф  | Самолёт президента | футбольный комментатор   |
| 2006 | мф | Смывайся!          | Родди Сент-Джеймс        |
| 2008 | ф  | Особо опасен       | Барри                    |

### Театральные работы
Театра имени Пушкина
- «Бешеные деньги» — Савва Васильков[49]

### Дискография
- 1999 — «Звезда» (вместе с Максимом Леонидовым)
- 2012 — «Estrada»
- 2013 — «Силуэты» (сингл)
- 2014 — «Пиротехника» (сингл)
- 2015 — «Усы и гитары» (сингл)
- 2021 — «Ночной каприз» (сингл)
- 2023 — «Моя любовь на пятом этаже» (сингл)
- 2023 — «Я не могу без тебя» (сингл)

## Телевизионная карьера

#### Ведущий телепередач
- 1999 — «Петербургский курьер» на «Пятом канале»
- 2001 — «Большое кино» на «MTV Россия»
- 2001—2002 — «Бодрое утро» на «MTV Россия», соведущая — Ольга Шелест
- 2002 — «Тотальное шоу» на «MTV Россия»
- 2003—2004 — «Экспрессо» на «MTV Россия», соведущая — Татьяна Геворкян
- 2003—2004 — «Народный артист» на телеканале «Россия», соведущая — Фёкла Толстая
- 2004 — «Пирамида» на телеканале «Россия»
- 2005 — «Большая премьера» на «Первом канале»
- 2006 — «Весна с Иваном Ургантом» на «Первом канале»
- 2006—2018 — «Смак» на «Первом канале»
- 2007—2008 — «Цирк со звёздами» на «Первом канале», соведущая — Александра Волковская[50]
- 2007—2008 — «Стенка на стенку» на «Первом канале», соведущий — Александр Цекало. Стал ведущим шоу с 8-го выпуска, до этого в 3-м выпуске принял участие в качестве игрока в одной команде с Александром Цекало и Сергеем Сивохо[51]
- 2007—2011 — «Волшебный мир Disney» на «Первом канале»
- 2008—2012 — «Большая разница» на «Первом канале», соведущий — Александр Цекало. В 2013 году появился как гость первого выпуска обновлённой версии — «Большая разница ТВ»
- 2008—2012, 2017 — «Прожекторперисхилтон» на «Первом канале», соведущие — Гарик Мартиросян, Сергей Светлаков и Александр Цекало
- 2012—н. в. — «Вечерний Ургант» на «Первом канале». Соведущие (в разное время): Николай Куликов, Александр Гудков, Александр Олейников, Дмитрий Хрусталёв, Константин Анисимов
- 2016—2017 — «Подмосковные вечера» на «Первом канале». Являлся продюсером и участником 1 и 11 выпусков телепередачи

#### Телевизионные фильмы Владимира Познера
Почти во всех телевизионных фильмах Владимира Познера, связанных с путешествиями по разным странам, его спутником был Иван Ургант.
- 2008 — «Одноэтажная Америка» (в соавторстве также с Брайаном Каном[англ.])
- 2010 — «Тур де Франс»
- 2012 — «Их Италия»
- 2013 — «Германская головоломка»[52]
- 2015 — «Англия в общем и в частности»
- 2016 — «Еврейское счастье»
- 2017 — «В поисках Дон Кихота»
- 2019 — «Самые. Самые. Самые»[53]
- 2021 — «Япония. Обратная сторона кимоно» (рабочее название — «Страна, которую так и не открыли»)[54]

## Награды
Государственные награды других стран:
- Кавалер ордена Звезды Италии (Италия, 2021)[55]. (Вручён послом Италии в России Паскуале Терраччано на церемонии в посольстве в Москве[56])

Другие награды, премии и общественное признание:
ТЭФИ
- 2007 — «Ведущий развлекательной программы» за телепередачу «Цирк со звёздами»[57]
- 2009 — «Ведущий развлекательной программы» за музыкальный конкурс «Евровидение-2009»[58]
- 2010 (2) — «Сценарист телевизионной программы» и «Ведущий развлекательной программы» за телепередачу «Прожекторперисхилтон»[59][60]
- 2011 — «Ведущий развлекательной программы» за телепередачу «Прожекторперисхилтон»[61]
- 2014 — «Ведущий развлекательной программы» за телепередачу «Вечерний Ургант»[62]
- 2015 — «Ведущий развлекательной программы» за телепередачу «Вечерний Ургант»[63]
- 2016 — «Ведущий развлекательных программ» за телепередачу «Вечерний Ургант»[64]
- 2019 — «Ведущий развлекательной программы» за телепередачу «Вечерний Ургант»[65]

Прочие
- 2009 — Ника, специальная награда, в номинации «За творческие достижения в искусстве телевизионного кинематографа» за документальный фильм-путешествие по США «Одноэтажная Америка» (вместе с Владимиром Познером)[66][67]
- 2014 — Лауреат премии «ТОП 50. Самые знаменитые люди Петербурга» в номинации «ГЭГи года» за образ Гриши Урганта[68]
- 2016 — I место в номинации «Неформальный подход при создании положительного имиджа Следственного комитета Российской Федерации» ежегодного конкурса работ представителей средств массовой информации по формированию объективного общественного мнения о деятельности Следственного комитета Российской Федерации за 2015 год[69]
- 2016 — премия Kids Choice Awards — «Любимый российский телеведущий»[70]
- 2016 — Лауреат в номинации «Народный герой» премии журнала OK![71]
- 2024 — Царскосельская художественная премия за создание фильма «Иваново детство»[72]